# Municipio de Greene (Dakota del Norte)
El municipio de Greene (en inglés: Greene Township) es un municipio ubicado en el condado de Ransom en el estado estadounidense de Dakota del Norte. En el año 2010 tenía una población de 109 habitantes y una densidad poblacional de 1,19 personas por km².

## Geografía
El municipio de Greene se encuentra ubicado en las coordenadas 46°34′46″N 97°27′31″O / 46.57944, -97.45861. Según la Oficina del Censo de los Estados Unidos, el municipio tiene una superficie total de 91.29 km², de la cual 90,12 km² corresponden a tierra firme y (1,29 %) 1,18 km² es agua.

## Demografía
Según el censo de 2010, había 109 personas residiendo en el municipio de Greene. La densidad de población era de 1,19 hab./km². De los 109 habitantes, el municipio de Greene estaba compuesto por el 98,17 % blancos, el 0,92 % eran amerindios y el 0,92 % eran de una mezcla de razas. Del total de la población el 1,83 % eran hispanos o latinos de cualquier raza.